# Hora de Yakutsk
|  | Huso horario     | Nombre local                                                  |
|  | ---------------- | ------------------------------------------------------------- |
|  | UTC +2 (MSK −1)  | Hora de Kaliningrado (EET)                                    |
|  | UTC +3 (MSK)     | Hora de Moscú (MSK)                                           |
|  | UTC +4 (MSK +1)  | Hora de Samara (SAMT)                                         |
|  | UTC +5 (MSK +2)  | Hora de Ekaterimburgo (YEKT)                                  |
|  | UTC +6 (MSK +3)  | Hora de Omsk (OMST)                                           |
|  | UTC +7 (MSK +4)  | Hora de Krasnoyarsk (KRAT) y Novosibirsk (NOVT)               |
|  | UTC +8 (MSK +5)  | Hora de Irkutsk (IRKT)                                        |
|  | UTC +9 (MSK +6)  | Hora de Yakutsk (YAKT)                                        |
|  | UTC +10 (MSK +7) | Hora de Vladivostok (VLAT)                                    |
|  | UTC +11 (MSK +8) | Hora de Magadán (MAGT), Sajalín (SAKT) y Srednekolimsk (SRET) |
|  | UTC +12 (MSK +9) | Hora de Kamchatka (PETT) y Anádyr (ANAT)                      |

La Hora de Yakutsk (YAKT) es el huso horario nueve horas por delante del UTC (UTC+9) y seis horas por delante de la hora de Moscú (MSK+6). Actualmente tiene vigencia en la parte occidental de la República de Sajá, el Óblast de Amur y en el Krai de Zabaikalie.
Entre 2011 y 2014 la hora de Yakustk, al igual que el resto del país, se fijó en el horario de verano, es decir, en UTC+10. A partir de 2014, mediante la Ley Federal ФЗ-216, el horario se volvió a fijar en UTC+9.